# Lukas Pöstlberger
Lukas Pöstlberger (født 10. januar 1992) er en professionel cykelrytter fra Østrig, der senest kørte for Team Jayco AlUla.
Ved Giro d'Italia 2017 vandt han 1. etape, og havde derefter den rosa førertrøje i én dag.
I 2012 og 2018 blev Pöstlberger østrigsk mester i linjeløb.